# 大垣俊輔
大垣 俊輔（おおがき しゅんすけ、1973年9月12日 - ）は、元白根開善学校高等部英語科教諭、作家、劇作家である。あだ名はガッキー。

## 人物
- 石川県金沢市出身。幼少のころ、両親の夫婦不仲による機能不全家庭の下で実父からの虐待を受け、自傷行為を繰り返す。小学6年生の夏、カミソリで手首を切る自殺未遂により病院へ運ばれる。
- 中学時代は学年で最下位まで成績が落ちるが、野球をやりたい一心で猛勉強のすえ星稜高等学校へ入学。松井秀喜は1学年後輩にあたる。
- 横浜国立大学教育人間科学部4年のときに劇作家の唐十郎のゼミを受けたのを機に、卒業後は劇団唐組（旧劇団状況劇場）に入団、演出助手を務め劇作家を目指す。退団後は、喫茶店のボーイ、露天商、建設作業員などをしたあと、教員免許も持たずに全寮制の中高一貫校・白根開善学校中高等部の門を叩き、教員補助として採用される。その翌年、日本大学通信教育部にて教員免許を取得し、英語の教師になる。
- 高校生のクラス担任をしながら、少年院を経た生徒や不登校児など多感な生徒が揃うA寮の寮監をつとめ、日々、非行、不登校、自傷行為などの問題や、ハンディキャップを抱えた生徒たちと全身で向き合う日々を送る。
- 2018年、同校を退職。
- 現在も教師を務めながら、不登校やさまざまな児童虐待の問題と向き合っている。

## 著書
- 『リストカット少年、教師になる-25年前、父の虐待にふるえた少年は、アングラ劇団員を経て、社会からはみ出した子どもと一緒に歩み始めた』双葉社 2008年3月4日 ISBN 978-4-575-30018-5

## テレビ出演
- 金曜プレステージ「居場所を下さい…シリーズ」（フジテレビ）
  - 『居場所を下さい… 〜2008春〜』（2008年3月7日）
  - 『居場所をください 〜愛と涙の密着1000日〜』（2010年3月12日）

## 戯曲
- 劇団ギョロロ（白根開善学校演劇部）「ガラスの心臓」2007年
- 劇団ギョロロ「カラス男放火説」2008年
- 劇団ギョロロ「アゲハと痩せ犬どもの城」2009年
- 劇団ギョロロ「バネじかけの戦士」2011年

## 脚本
- 『源氏物語 あさきゆめみし Lived in a Dream』（2000年/三枝健起監督/大和和紀原作/唐十郎と共著）